# 拉韋納 (密歇根州)
拉韋納（英語：Ravenna）是位於美國密歇根州馬斯基根縣拉韋納鎮區的一個村。

## 人口
根據2020年美國人口普查的數據，拉韋納的面積為3.09平方千米，當中陸地面積為3.09平方千米，而水域面積為0.00平方千米。當地共有人口1308人，而人口密度為每平方千米423人。